# Nació Pomo Pinoleville
La Nació Pomo Pinoleville és una tribu reconeguda federalment d'amerindis pomo al comtat de Mendocino (Califòrnia). Leona Williams és l'actual cap tribal.

## Reserva
La reserva de la Nació Pomo Pinoleville és la ranxeria Pinoleville. La parcel·la principal de terra ocupa 99 acres (400.000 metres quadrats) al comtat de Mendocino, on hi viuen aproximadament 70 membres tribals. Una segona parcel·la, situada al comtat de Lake (Califòrnia), té 6,7 acres (27.000 metres quadrats). La tribu està tractant d'ubicar la segona parcel·la en fideïcomís i desenvolupar-la amb habitatge. La Ranxeria fou terminada pel govern federal dels Estats Units però fou restaurada en la dècada de 1980.

## Història
Els pomo que esdevingueren banda Pinoleville vivien al nord de la vall d'Ukiah, però les seves terres ancestrals van ser envaïdes per colons estrangers a mitjans del segle xix. La seva reserva va ser establerta el 1911 pel govern federal dels Estats Units, però es va acabar en 1966 sota la Llei de Ranxeries de Califòrnia. Van perdre ràpidament el 50% de la terra de la reserva. El 1979 la banda Pinoleville es va unir a la demanda col·lectiva Tillie Hardwick v. the United States, que finalment es va resoldre a favor de les tribus. Els pomo Pinoleville van recuperar el reconeixement federal i restauraren llur reserva original amb estatut federal.
La tribu dirigeix llurs negocis des d'Ukiah (Califòrnia).

## Serveis tribals i projectes
La Nació Pomo Pinoleville gestiona un programa d'habitatge, un departament de medi ambient, Programa Head Start, formació professional i una oficina de preservació històrica.
Per tal de millorar l'alimentació i el medi ambient local, la Nació Pomo Pinoleville va crear un programa d'horticultura, que se centra a educar la joventut tribal sobre les plantes, millorar l'autoestima i proporcionar habilitats. Els Pinole Nation Gardens inclouen un hivernacle, horts, dos jardins i zones de restauració de plantes natives a Ukiah.